# Baithak Gana
Baithak Gana (tradução: baithak: "sentar" e gáná: "cantar") é um gênero musical originário do Suriname pela comunidade indiana. É uma mistura de canções folclóricas bhojpuri com outras influências caribenhas. É semelhante à música chutney originada em Trindade e Tobago. Os expoentes mais populares do gênero no Suriname foram Ramdew Chaitoe e Dropati. Tradicionalmente, os músicos sentam no chão e improvisam a música em roda com pelo menos três músicos e suas letras são em Sarnami Hindustani. As apresentações são tradicionalmente realizadas durante atividades socioculturais, aniversários, cerimônias de casamento e apresentações teatrais.

## Instrumentos
No Baithak Gana básico existem três instrumentos (embora existam outros instrumentos que podem ser adicionados ao conjunto), harmônio, dholak e dhantal. O harmônio é um instrumento de teclado autônomo semelhante a um órgão de palhetas. O dholak é um tambor de duas cabeças que se originou no norte da Índia, no entanto, ainda é usado nas canções folclóricas do Paquistão ou do Nepal. O último instrumento usado neste estilo de música é o dhantal que serve como peça rítmica do conjunto, consiste em uma longa haste de aço que é então "atingida" por uma peça em forma de U, a origem deste dispositivo é incerta, pois pode ter sido trazida pelos trabalhadores contratados indianos. A origem do dhantal foi formada a partir do uso de uma longa haste de aço com ponta circular quase fechada na ponta utilizada na canga de carroças puxadas por bois que serviam para transportar a cana-de-açúcar para guiar os touros. A alça em forma de U foi derivada do uso de uma ferradura.

## Lugares
Baithak Gana tem suas raízes nos estilos de música do norte da Índia. Os trabalhadores contratados trouxeram esse estilo de música da Índia para os países da América do Sul, Caribe, Oceania e África. Com a migração da comunidade indiana, o Baithak Gana foi exportado para os Estados Unidos, Canadá e Holanda, onde evoluiu para um novo estilo com a implementação de novos instrumentos musicais, como sintetizadores e bateria eletrônica.